# Ștefan Vodă
Ștefan Vodă (w latach 1944-1990 Suvorovo) – miasto w południowej Mołdawii, siedziba administracyjna rejonu Ștefan Vodă. Ośrodek przemysłu spożywczego.